# Церква Воздвиження Чесного Хреста (Сігет)
Хрестовоздвиженська церква ( рум. Biserica Înălțarea Sfintei Cruci ) - православний храм українського вікаріатства Румунської православної церкви в місті Сігет ( Сігет-Мармація ) в Румунії . Церква входить до списку історичних пам'яток Румунії (MM-II-mA-04681)  .
Українська грекокатолицька церква була збудована у 1791—1807 роках і є однією із найстаріших у місті  . Спочатку вона була присвячена Різдву Пресвятої Богородиці, але після ремонту 1897 року була переосвячена в ім'я Воздвиження Хреста Господнього  . 1 грудня 1948 року Румунська грекокатолицька церква була заборонена декретом 358/1948 Президії Великого національного зібрання Румунії . Відповідно, Український греко-католицький вікаріат Румунії, до якого тоді належав храм, було також ліквідовано. Храм було передано Румунській православній церкві, де він увійшов до складу новоствореного Православного українського вікаріатства  .
Церква побудована в стилі бароко з впливом неокласицизму і є однонефною будовою з напівкруглою апсидою. Над західною частиною фасаду височить дзвіниця. Початковий розпис церкви був зроблений художником Гезой Кадаром  . У 1990—1997 роках оригінальні фрески були замінені на нові, виконані львівськими художниками під керівництвом Костянтина Марковича. Також старий іконостас було замінено на нове. Від вітражів церкви зберігся лише один, на південній стороні вівтаря, що зображує Мати Божу  .